# La pattuglia sperduta (film 1954)
La pattuglia sperduta è un film del 1954, diretto da Piero Nelli.

## Trama
La mattina del 19 marzo 1849, vigilia della seconda fase della prima guerra di indipendenza, una pattuglia dell'esercito piemontese, al comando del capitano Salviati, viene inviata verso le linee austriache per una ricognizione e per stabilire un contatto con le forze che fronteggiano gli imperiali sul Ticino davanti a Pavia.
Non riuscendo a prender contatto con le truppe amiche, il secondo ufficiale del gruppo, il tenente Airoldi, originario dei luoghi, attraversa il Ticino e si dirige verso la propria casa per raccogliere informazioni sui movimenti delle truppe austriache. Raggiunge così i suoi famigliari ma, durante il ritorno, viene individuato dai soldati nemici che lo inseguono sino al fiume. Egli riesce a fuggire, ma un giovane soldato che lo accompagnava viene ucciso.
Il tenente, conoscitore del fiume, lo discende in barca, ritrova la pattuglia e fa rapporto al Capitano, che decide di rientrare nelle proprie linee. Durante il percorso, però, essi si imbattono in un distaccamento austriaco e decidono di attaccarlo, riuscendo a far saltare un deposito di munizioni. Vengono inseguiti per la campagna e si rifugiano in una cascina, dove due dei contadini - uno è un ragazzo - si uniscono a loro.
Gli Austriaci li attaccano ed il ragazzo viene ucciso. I soldati piemontesi riescono a fuggire, ma quando gli Austriaci si impadroniscono della cascina, per rappresaglia fucilano il contadino ed incendiano l'edificio. Nella fuga il tenente Airoldi rimane gravemente ferito e nella giornata muore. Il capitano decide di seppellirlo sul posto, rivolgendo ai soldati parole patriottiche sul senso della loro missione.
I superstiti continuano a vagare incerti per la campagna sino a quando sentono lontano il rombo del cannone e si dirigono verso quella direzione. Ma arrivano tardi, quando la battaglia di Novara è ormai finita con la sconfitta piemontese, e sul campo trovano soltanto rovine e caduti.

## Realizzazione del film

### Soggetto
La pattuglia sperduta nasce dall'incontro, avvenuto a Torino, "culla" del cinema italiano, tra il produttore Franco Cristaldi ed il regista Piero Nelli, entrambi interessati a realizzare, nei rispettivi campi, la loro prima opera cinematografica, dopo aver prodotto con la loro casa produttrice, "Vides" diversi documentari, tra cui quello, molto noto, sul disastro aereo di Superga.

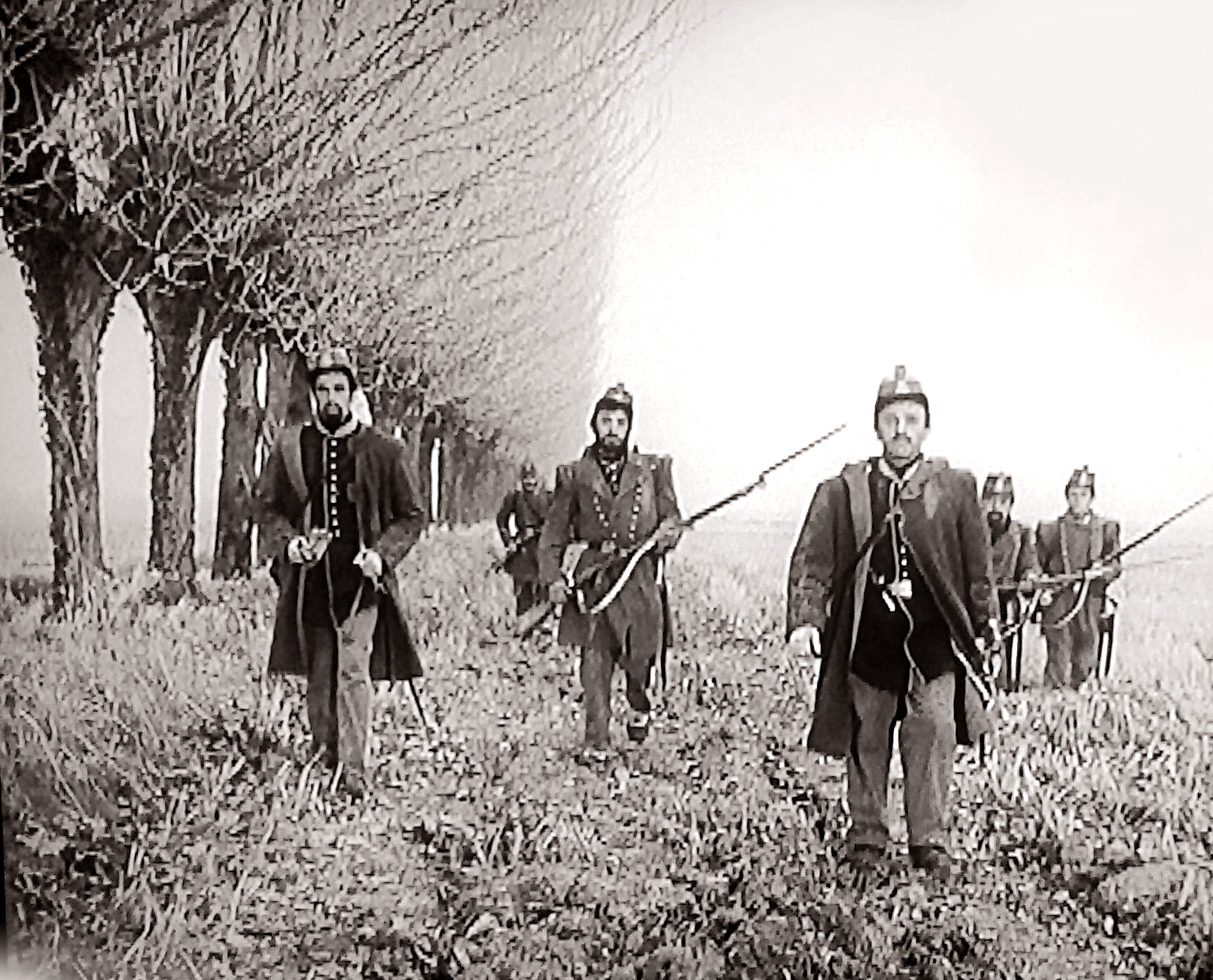
La marcia dei soldati sabaudi nelle nebbiose risaie della campagna novarese

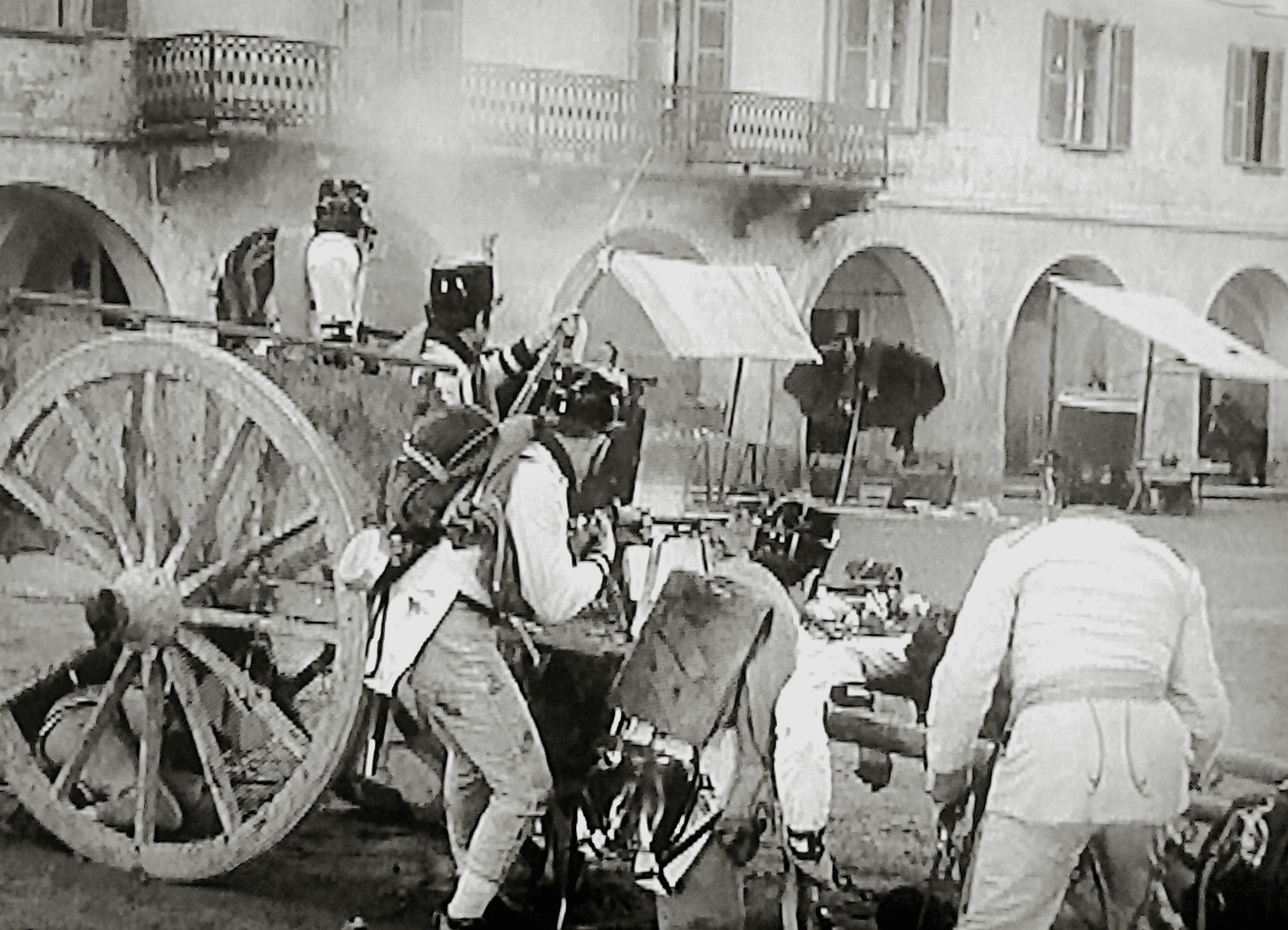
L'attacco austriaco alla cascina in cui sono nascosti i soldati della pattuglia

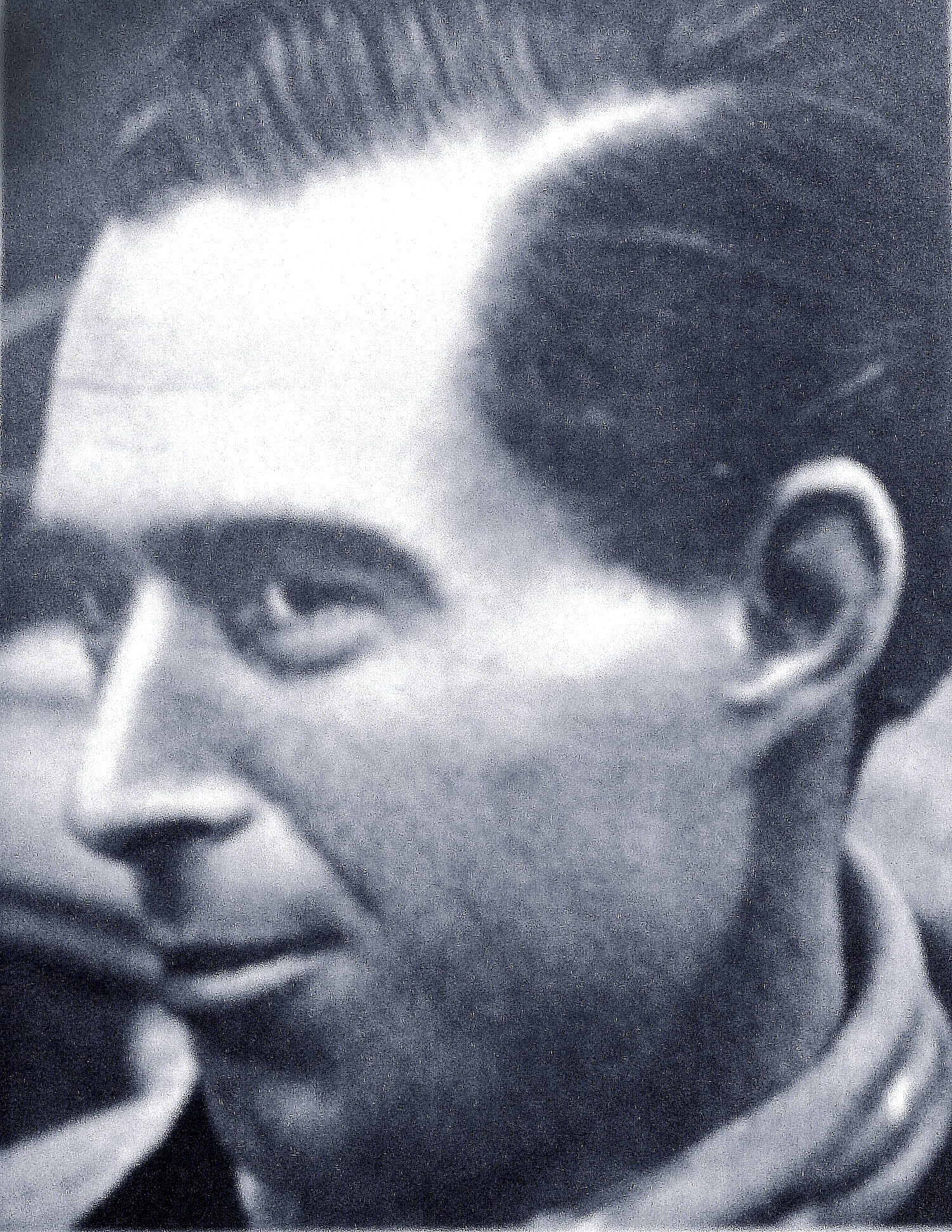
Il regista Piero Nelli nel 1953

Quando il titolo del film era ancora Vecchio Regno fu lo stesso regista a illustrarne gli intenti, affermando che «sin dal tempo dell'unità d'Italia il problema della creazione di una narrativa risorgimentale attende la sua risoluzione. il Risorgimento, narrativamente costretto negli schemi di un'aulica retorica di parte, non è andato oltre l'interesse di un fatto folcloristico o regionale». Quindi, secondo Nelli «la via narrativa da seguire per fare un Risorgimento che non sia retorico né bozzettistica [è] quella capace di superare le aureole ed i limiti del tempo (…) capace cioè di raccontare la storia come vita degli uomini».

### Produzione
Le riprese del film, per le quali Cristaldi e Nelli ricorsero alle attrezzature della Fert, durarono circa sei mesi nel corso del gelido inverno 1952 – 53 e si svolsero tutte in Piemonte, in particolare nei i dintorni di Casale Monferrato, nei centri abitati di Moncalieri, Carignano e Brandizzo, ed in alcuni terreni del Novarese e del Vercellese, mentre gli interni furono girati a Torino. Le scarse disponibilità indussero la produzione ad ingegnarsi con mezzi di fortuna: cannoni ricavati da tubi da stufa, affusti da carri agricoli, divise cucite con mezzi artigianali dalla costumista Carla Simonetti (al tempo moglie di Cristaldi), anche se, grazie alla consulenza del torinese Piero Pieri, esperto di storia militare, «nel complesso l'abbigliamento dei fanti piemontesi è reso bene» e «il colpo d'occhio sulle uniformi della fanteria austriaca è buono». Tutto ciò consentì di restare entro l'esiguo budget della produzione che ammontava a soli 18 milioni di lire. Nonostante le ristrettezze, l'entusiasmo dei promotori riuscì a coinvolgere il compositore Goffredo Petrassi che dedicò alla Pattuglia sperduta una delle sue pochissime colonne sonore cinematografiche.

### Interpreti
Nessuno degli interpreti, di origini professionali e sociali diverse, era un attore professionista. Secondo la ricostruzione di Renzo Fiammetti «molti degli uomini che lavoravano al film avevano partecipato alla Resistenza [ed] alcune scene del film vedono la pattuglia agire come una banda partigiana», il che comportò anche alcune forzature come la scena della rappresaglia, con la fucilazione di un contadino e l'incendio della sua cascina, dato che «i soldati austriaci nel contesto di quella guerra non compirono atti di quel genere nei confronti della popolazione». L'interpretazione principale, quello del capitano Salviati (che nella finzione del film è napoletano), fu affidata ad Oscar Navarro, un intellettuale torinese che volle per riservatezza essere presentato come Sandro Isola, usando il cognome della madre,. Il non professionismo degli attori fu enfatizzato nei titoli di testa: «Gli interpreti di questo film non sono attori professionisti. Nella vita sono borghesi, intellettuali, artigiani, operai, come quelli che al tempo del Risorgimento e dell'Unità fino ai giorni più vicini, sempre sono stati protagonisti della storia d'Italia nella cattiva e nella buona sorte».
La pattuglia sperduta affronta la tematica del Risorgimento senza toni apologetici. «Ci voleva Piero Nelli – ha scritto Gianfranco Casadio - per mostrarci un Risorgimento con occhio realistico e crudo. Apprezzabile il coraggio di affrontare in maniera spregiudicata un argomento "sacro"». Valutazione condivisa anche da Pier Marco Santi, secondo il quale si tratta di un «lavoro notevole che affrontando con coraggio anticonformista una inconsueta pagina risorgimentale, si colloca tra i maggiori fermenti culturali del cinema dei primi anni Cinquanta».
Il film "povero" di Nelli e Cristaldi arrivò sugli schermi nello stesso anno di Senso, che trasmetteva anch'esso una visione critica di quel periodo storico italiano e, per tale motivo, fu ampiamente contrastato e limitato dalla censura. Non a caso le vicende descritte dalle due pellicole sono situate nell'ambito di due sconfitte italiane, Novara e Custoza.
La censura comunque ostacolò anche la meno fastosa Pattuglia sperduta, che non ricevette il contributo ministeriale del 18 % e, benché invitato dagli organizzatori, non ottenne il permesso all'esportazione e non poté quindi essere presente al Festival di Cannes del 1954.
Accomunati dalla similitudine delle tematiche e delle vicissitudini censorie, i due film sono invece, come hanno evidenziato diversi commentatori, distanti per molti altri aspetti, in particolare per la ricchezza del budget e la forza dell'apparato produttivo che li sosteneva: «il confronto era impari: da un lato un film a colori di un maestro riconosciuto del cinema italiano, con attori di rilevanza internazionale, dall'altro un film opera prima di un esordiente in bianco e nero e con attori non professionisti».

## Accoglienza
Le riprese della Pattuglia sperduta terminarono nel febbraio 1953, ma il film uscì quasi un anno e mezzo dopo, a causa del tempo che si rese necessario dapprima per le attività di montaggio e doppiaggio dei non professionisti (tra i doppiatori anche Luigi Pavese) e poi per la ricerca di una casa di distribuzione. «Nel cercare un distributore – ha detto il produttore Cristaldi - sono venuto a Roma ed ho atteso per ben due mesi per poter parlare con qualcuno». Alla fine il film ottenne due distribuzioni: una da parte della "Columbia Ceiad" e l'altra dalla "Diana Cinematografica", ma dopo essere stato ridotto di circa 15 minuti e con un titolo che richiamava un'opera del 1934 di John Ford The lost patrol. A causa di questi ritardi La pattuglia sperduta andò nelle sale nell'estate del 1954 e, come scrisse la rivista Cinema, «compare in piena canicola, relegata in un cantuccio della stagione morta, con la certezza quindi di una resa economica disastrosa».

### Risultato economico
La facile previsione di Cinema fu pienamente rispettata. Gli incassi del film non raggiunsero infatti neppure i 30 milioni di lire, come anche Cristaldi, ha successivamente confermato. L'insuccesso economico spense molti entusiasmi. Il regista Nelli, presentando il film, aveva scritto che «Cristaldi intende non limitarla ad un fatto casuale o sporadico della società; qualora il pubblico dimostri il proprio favore per questo genere di film, esso potrà essere l'inizio di un filone narrativo». Ma questi propositi non si realizzarono: Cristaldi si trasferì a Roma, dove diede avvio alla sua brillante carriera di produttore realizzando nello stesso 1954 Il seduttore, un film con Alberto Sordi, opera di un genere e con finalità commerciali completamente diversi.

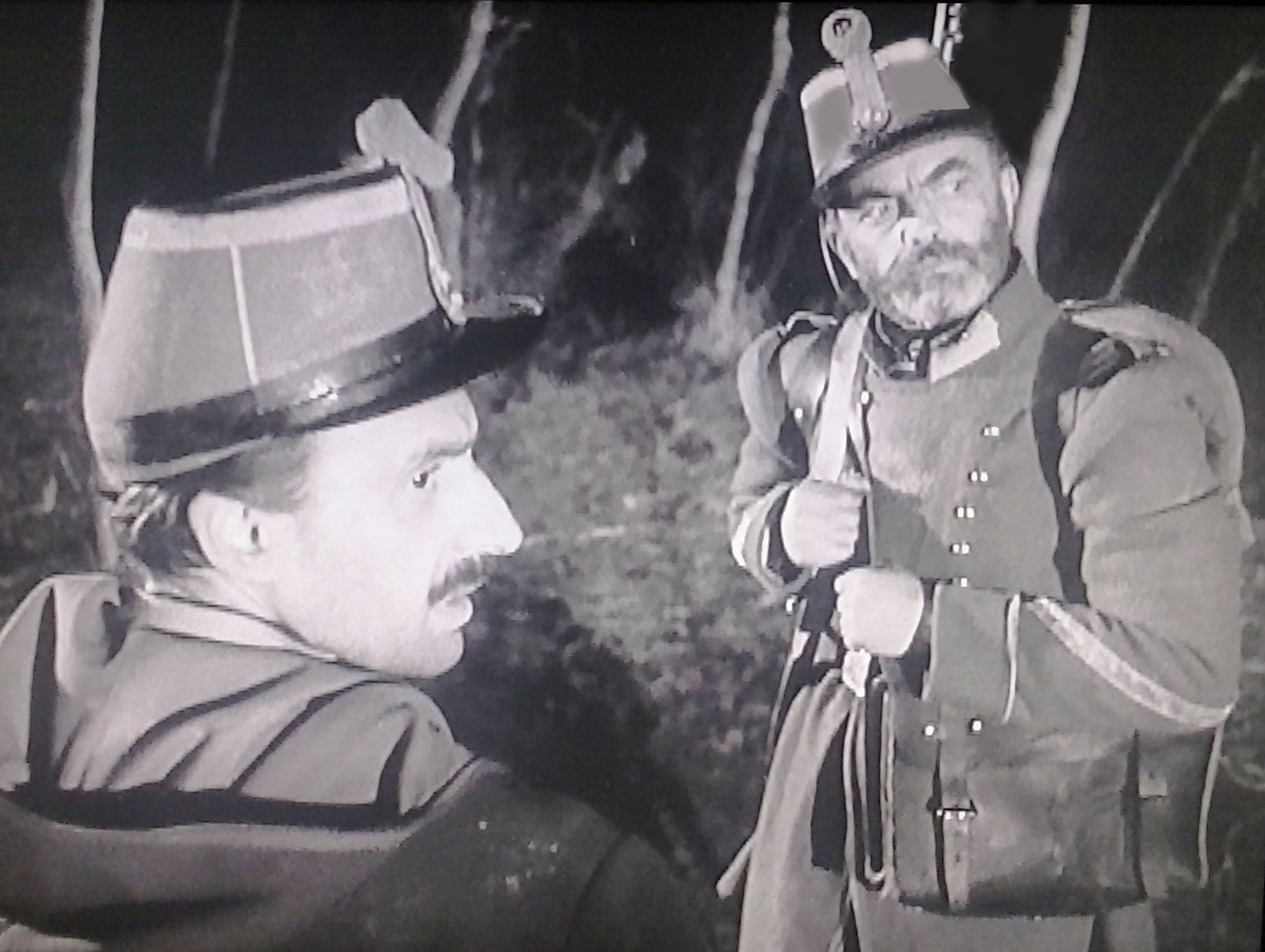
Oscar Navarro - a sinistra - con lo pseudonimo di Sandro Isola ha interpretato il capitano Salviati, qui in una scena con Giuseppe Raumer, nel ruolo del sergente Brofferio

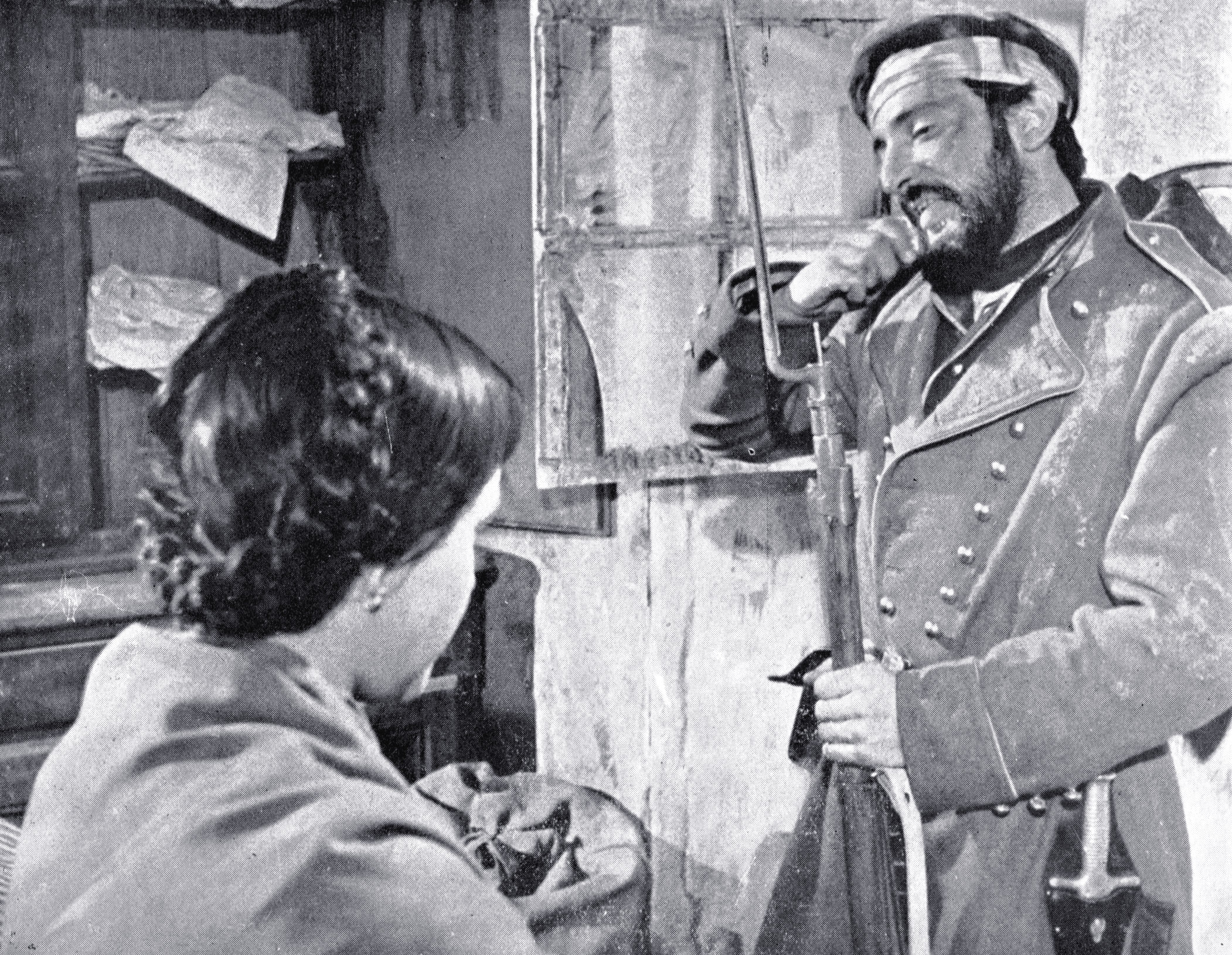
Scena del film con un soldato (Annibale Biglione. nella vita un affermato pittore torinese) ed una comparsa nei panni di una giovane contadina novarese

### Critica
L'anticonformismo. Tutti i commenti su La pattuglia sperduta hanno evidenziato quello che il critico Guido Aristarco definì come «sforzo di operare in senso anticonformistico, di allontanarsi dallo schema oleografico, apologetico, cartaceo, da personaggi astratti e mitologici» con cui era stata sempre affrontata dal cinema la tematica Risorgimentale. Questa considerazione finì per porre in secondo piano il giudizio intrinseco sul film. «Chi volesse giudicare rigidamente – scrisse Cinema - l'operato del regista potrebbe anche essere indotto ad uno spicciativo giudizio di condanna, [ma] con tutto questo sembra doveroso aprire un credito a Piero Nelli. In grazia (…) della indiscutibile serietà con cui si è accostato al suo primo impegno, egli ha diritto ad una certa fiducia». Sulla stessa linea il parere espresso da Bianco e Nero secondo cui «nonostante le molte ingenuità, gli evidenti scompensi strutturali ed i palesi squilibri di ritmo, il film è meritevole di una certa considerazione, per la presenza di alcune sequenze felici ed un uso efficace di interpreti non professionisti».
Rapporto con il neorealismo.  Anche La pattuglia sperduta non poté sottrarsi alla valutazione del rapporto con il neorealismo. «Quando il cinema italiano – ha scritto Massimo Mida - si è occupato del nostro Risorgimento lo ha fatto in modo non realistico, Nelli ci ha saputo offrire il ritratto di un'epoca: niente oleografia, niente retorica per avallare una concezione convenzionale del Risorgimento». Anche il Corriere della sera osservò che «il film è opera nobile, anche se ambiziosa; fioriscono episodi di realismo e non mancano motivi di commozione». Lo stesso regista considerò il suo film «l'ultimo del neorealismo, e non solo l'ultimo cronologicamente; il punto estremo in cui il neorealismo della cronaca approdò al territorio della storia». Ma, secondo il Morandini, «il tentativo di accostare il neorealismo alla storia è solo parzialmente riuscito».
Interpretazione storico - sociale.  Alcuni commenti hanno messo maggiormente in rilievo la relazione tra il film ed il momento storico in cui fu realizzato. Gianpiero Brunetta spiega così l'origine culturale del film: «Per quanto riguarda i film sul Risorgimento è avvenuto un fatto nuovo: la pubblicazione dell'interpretazione gramsciana ha rilanciato il dibattito storiografico. A questo dibattito guardano in misura e modi differenti non solo Visconti con Senso, ma anche Alessandrini con Camicie Rosse, Mario Costa con Cavalcata d'eroi ed il film di Nelli; nel breve volgere di pochi anni la concentrazione tematica è tutt'altro che casuale. Ne La pattuglia sperduta viene mostrato il distacco tra forze popolari e quadri militari».

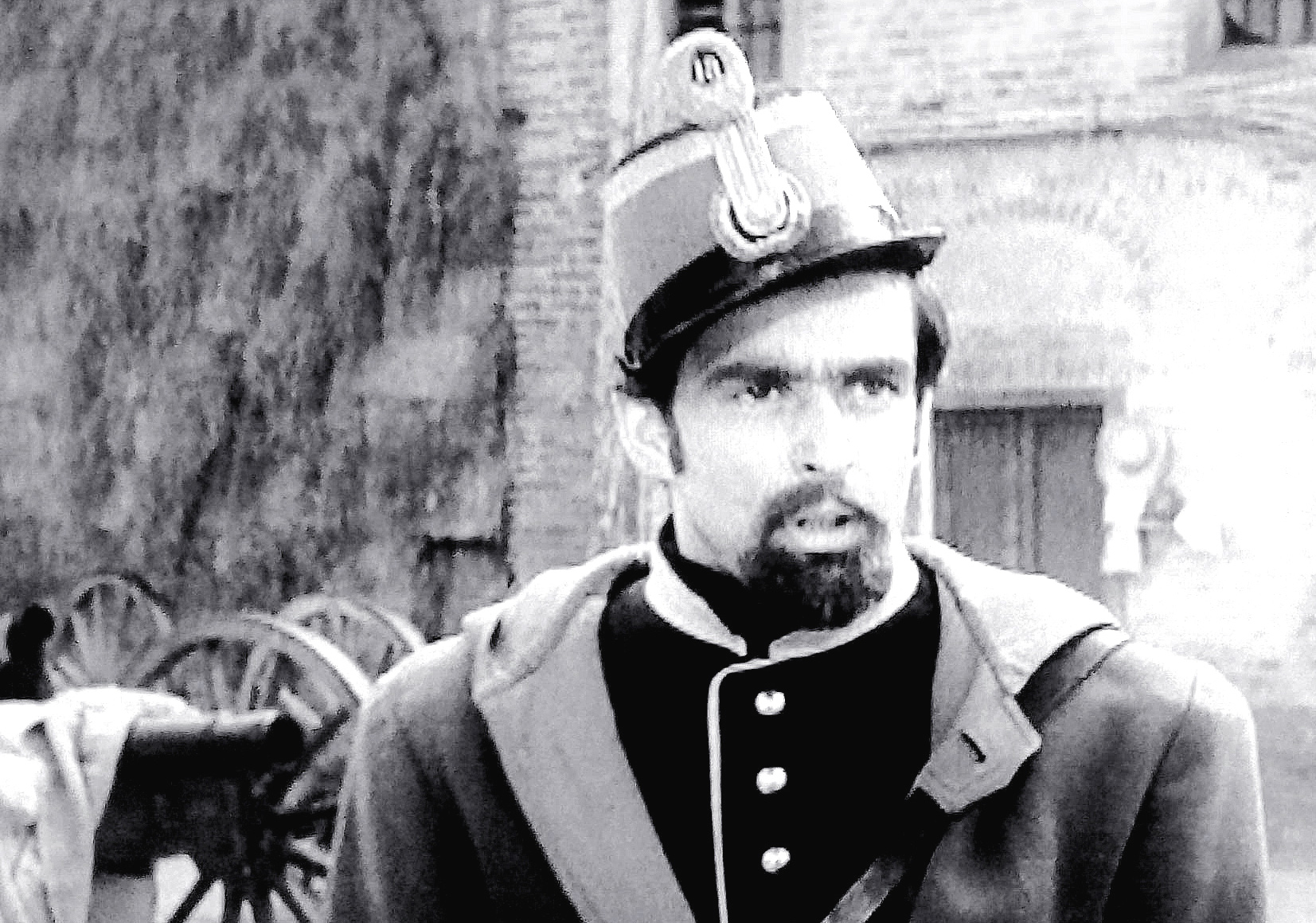
Giuseppe Aprà, un medico, ha interpretato il ruolo del Tenente Airoldi

Anche il Mereghetti scorge nel film «notazioni di classe vicine alla lezione gramsciana [per] la sottolineatura delle sofferenze subite dal popolo che ne fanno un'opera innovativa e, nella sua scelta anti spettacolare, coraggiosa». mentre Aristarco rileva che «quegli uomini combattono anche perché nell'unità vedono la possibilità di un lavoro».

### Commenti successivi
La convergenza in quei pochi anni di diversi autori sulla tematica risorgimentale fece nascere delle speranze («Forse Senso è l'avvio di una serie di film storici ?» si chiedeva Massimo Mida), che andarono deluse. Già pochi anni dopo Aristarco, che pure aveva apprezzato il film all'uscita, contestò il fatto che «gli otto componenti della pattuglia hanno un valore simbolico e vogliono sottolineare che tutti, intellettuali e contadini, hanno contribuito in eguale misura e stretta concordia al moto risorgimentale. In seguito però Gianni Rondolino ha definito La pattuglia sperduta «un coraggioso tentativo di rileggere criticamente il nostro Risorgimento, rimasto senza seguito», mentre Vittorio Spinazzola ha sostenuto che il film di Nelli «poteva rappresentare un primo esempio di revisionismo risorgimentale». Ma in conclusione,  come ha scritto Casadio, a parte questa e poche altre eccezioni, «fino al 1962 i film risorgimentali sono di un conformismo e di una retorica di carattere scolastico e possono essere perfettamente sovrapponibili ad analoghi film girati in periodo fascista».